# Robert Paelinck
Robert Bob Paelinck, né le 12 juin 1932, est un joueur de football belge actif durant les années 1950 et 1960. Il joue au poste de gardien de but.

## Carrière en club
Robert Paelinck débute en équipe première du Sporting Aarschot en 1951. Le club milite alors en Promotion, le troisième niveau national. L'année suivante, les séries nationales sont réformées et le club bascule au quatrième niveau national, qui conserve le nom de Promotion. Très performant à son poste de gardien de but, il est recruté durant l'été 1953 par le Lyra, récent champion de deuxième division. Robert Paelinck découvre ainsi la Division 1 et s'impose d'emblée comme le dernier rempart titulaire. Ses bonnes performances lui valent même d'être appelé en équipe nationale belge en octobre 1953 pour disputer un match amical aux Pays-Bas mais il reste sur le banc durant toute la rencontre. Malheureusement, les prestations du gardien ne permettent pas au club de se maintenir parmi l'élite et l'équipe doit redescendre en Division 2 après une saison. Le joueur reste fidèle au Lyra et joue pour le club jusqu'en 1960.
Robert Paelinck retourne alors au club de ses débuts, le Sporting Aarschot, où il joue durant une saison en Division 3. Il retoruve ensuite l'élite en s'engageant avec Saint-Trond. Il n'y reste qu'une saison puis retourne au Lyra, relégué entretemps en troisième division, dont il défend les buts jusqu'en 1965. Il prend alors sa retraite sportive.

## Statistiques
| Saison                | Club                  | Championnat           | Championnat | Championnat | Coupe(s) nationale(s) | Coupe(s) nationale(s) | Total | Total |
| Saison                | Club                  | Division              | M.          | B.          | M.                    | B.                    | M.    | B.    |
| 1951-1952             | Sporting Aarschot     | Division 3            | -           | -           | 0                     | 0                     | 0     | 0     |
| 1952-1953             | Sporting Aarschot     | Promotion             | -           | -           | 0                     | 0                     | 0     | 0     |
| Sous-total            | Sous-total            | Sous-total            | -           | -           | 0                     | 0                     | 0     | 0     |
| 1953-1954             | K Lyra                | Division 1            | -           | -           | -                     | -                     | 0     | 0     |
| 1954-1955             | K Lyra                | Division 2            | -           | -           | -                     | -                     | 0     | 0     |
| 1955-1956             | K Lyra                | Division 2            | -           | -           | -                     | -                     | 0     | 0     |
| 1956-1957             | K Lyra                | Division 2            | -           | -           | 0                     | 0                     | 0     | 0     |
| 1957-1958             | K Lyra                | Division 2            | -           | -           | 0                     | 0                     | 0     | 0     |
| 1958-1959             | K Lyra                | Division 2            | -           | -           | 0                     | 0                     | 0     | 0     |
| 1959-1960             | K Lyra                | Division 2            | -           | -           | 0                     | 0                     | 0     | 0     |
| Sous-total            | Sous-total            | Sous-total            | -           | -           | -                     | -                     | 0     | 0     |
| 1960-1961             | Sporting Aarschot     | Division 3            | -           | -           | 0                     | 0                     | 0     | 0     |
| Sous-total            | Sous-total            | Sous-total            | -           | -           | 0                     | 0                     | 0     | 0     |
| 1961-1962             | K Saint-Trond VV      | Division 1            | -           | -           | 0                     | 0                     | 0     | 0     |
| Sous-total            | Sous-total            | Sous-total            | -           | -           | 0                     | 0                     | 0     | 0     |
| 1962-1963             | K Lyra                | Division 3            | -           | -           | 0                     | 0                     | 0     | 0     |
| 1963-1964             | K Lyra                | Division 3            | -           | -           | -                     | -                     | 0     | 0     |
| 1964-1965             | K Lyra                | Division 3            | -           | -           | -                     | -                     | 0     | 0     |
| Sous-total            | Sous-total            | Sous-total            | -           | -           | -                     | -                     | 0     | 0     |
| Total sur la carrière | Total sur la carrière | Total sur la carrière | 1           | -           | -                     | -                     | 1     | 0     |

## Carrière en équipe nationale
Alors qu'il évolue encore en Promotion, Robert Paelinck dispute une rencontre avec l'équipe nationale juniors en 1952. Il est convoqué une fois en équipe nationale belge le 25 octobre 1953 pour disputer une rencontre amicale aux Pays-Bas mais il reste durant toute la rencontre sur le banc des remplaçants et n'a donc jamais joué avec les « Diables Rouges ».
Le tableau ci-dessous reprend toutes les sélections de Robert Paelinck. Les matches non joués sont indiqués en italique. Le score de la Belgique est toujours indiqué en gras.
| Date       | Compétition  | Adversaire | Lieu      | Score | Remarque |
| ---------- | ------------ | ---------- | --------- | ----- | -------- |
| 25/10/1953 | Match amical | Pays-Bas   | Rotterdam | 1-0   |          |